# Liste von Sakralbauten im Landkreis Kusel

Landkreis Kusel

Die Liste von Sakralbauten im Landkreis Kusel listet alle Kirchen und (größeren) Kapellen sowie sonstigen Sakralbauten im rheinland-pfälzischen Landkreis Kusel auf. Der Landkreis Kusel ist traditionell sehr ländlich und protestantisch geprägt. Infolgedessen sind überwiegend kleinere evangelische Dorfkirchen in dieser Region anzutreffen.

## Liste
| Bild | Inneres | Name                        | Kon- fession | Gemeinde/Ortsteil                      | Bauzeit      | Anmerkungen/Baustil |
| ---- | ------- | --------------------------- | ------------ | -------------------------------------- | ------------ | --- |
|      |         | Protestantische Kirche      | prot.        | Altenglan (Standort)                   | 1720         | Barocke Saalkirche |
|      |         | Protestantische Kirche      | prot.        | Altenglan/Mühlbach am Glan (Standort)  | 1934         | |
|      |         | Protestantische Kirche      | prot.        | Altenkirchen (Pfalz) (Standort)        | 1756         | Barocke Saalkirche |
|      |         | Wolfskirche                 | keine        | Bosenbach (Standort)                   | 1320–1340    | Ehemalige Kirche. Heute ist nur noch der romanische Turm erhalten, an den die Aussegnungshalle angebaut wurde.                     |
|      |         | Protestantische Kirche      | prot.        | Breitenbach (Pfalz) (Standort)         | 1787         | Barocke Saalkirche mit romanischem Turm                                                                                            |
|      |         | St. Jakobus                 | röm.-kath.   | Breitenbach (Pfalz) (Standort)         | 1900         | Neugotische Pfarrkirche |
|      |         | St. Laurentius              | röm.-kath.   | Brücken (Pfalz) (Standort)             | 1955         | |
|      |         | Protestantische Kirche      | prot.        | Dennweiler-Frohnbach (Standort)        | 1906         | |
|      |         | Protestantische Kirche      | prot.        | Dunzweiler (Standort)                  | 1841         | |
|      |         | St. Ägidius                 | röm.-kath.   | Dunzweiler (Standort)                  | ~ 1960       | |
|      |         | Protestantische Kirche      | prot.        | Einöllen (Standort)                    | 19. Jh.      | |
|      |         | Dreifaltigkeitskirche       | prot.        | Eßweiler (Standort)                    |              | |
|      |         | Protestantische Kirche      | prot.        | Glanbrücken/Niedereisenbach (Standort) | 1336         | |
|      |         | Protestantische Kirche      | prot.        | Glan-Münchweiler (Standort)            | 1771         | Teile der Kirche stammen aus dem 15. Jahrhundert.                                                                                  |
|      |         | St. Pirminius               | röm.-kath.   | Glan-Münchweiler (Standort)            | 1902         | Neuromanische Pfarrkirche |
|      |         | Protestantische Kirche      | prot.        | Gries (Pfalz) (Standort)               | 1964         | |
|      |         | Protestantische Kirche      | prot.        | Grumbach (Landkreis Kusel) (Standort)  | 1838         | Klassizistische Saalkirche |
|      |         | Propsteikirche St. Remigius | röm.-kath.   | Haschbach am Remigiusberg (Standort)   | 12. Jh.      | Ursprünglich Benediktinerpropstei; zwischenzeitlich protestantisch; sei 1720 wieder katholisch; Mühleisen-Orgel aus dem Jahr 1996. |
|      |         | Protestantische Kirche      | prot.        | Herren-Sulzbach (Standort)             | 16. Jh.      | Kirchturm von um 1075 |
|      |         | Protestantische Kirche      | prot.        | Herschweiler-Pettersheim (Standort)    | 1954         | |
|      |         | Protestantische Kirche      | prot.        | Hinzweiler (Standort)                  | 1727         | Barocke Saalkirche; Kirchturm von 1600                                                                                             |
|      |         | Erlöserkirche               | prot.        | Hoppstädten (Standort)                 | 1887         | Neogotische Pfarrkirche |
|      |         | Christuskirche              | prot.        | Horschbach (Standort)                  | 1791         | Barocke Saalkirche |
|      |         | Protestantische Kirche      | prot.        | Hüffler (Standort)                     | 1876         | |
|      |         | Maria Königin               | röm.-kath.   | Hüffler (Standort)                     | 1957         | |
|      |         | Protestantische Kirche      | prot.        | Jettenbach (Pfalz) (Standort)          | 1896         | Neogotische Pfarrkirche |
|      |         | Protestantische Kirche      | prot.        | Kappeln (bei Lauterecken) (Standort)   |              | |
|      |         | Protestantische Kirche      | prot.        | Konken (Standort)                      | 1791         | |
|      |         | Michaelskirche              | prot.        | Kreimbach-Kaulbach (Standort)          | ~ 1490       | |
|      |         | Herz Mariä                  | röm.-kath.   | Kreimbach-Kaulbach (Standort)          | 1875         | Wallfahrtskirche |
|      |         | Stadtkirche                 | prot.        | Kusel (Standort)                       | 1831         | |
|      |         | St. Ägidius                 | röm.-kath.   | Kusel (Standort)                       | 1889         | Neugotische Stadtpfarrkirche |
|      |         | Neuapostolische Kirche      | neuap.       | Kusel (Standort)                       |              | |
|      |         | Protestantische Kirche      | prot.        | Lauterecken (Standort)                 | 1866         | Neugotische Saalkirche |
|      |         | St. Franziskus Xaverius     | röm.-kath.   | Lauterecken (Standort)                 | 1853         | Neuromanische Saalkirche |
|      |         | Protestantische Kirche      | prot.        | Matzenbach/Gimsbach (Standort)         | 1747         | |
|      |         | Protestantische Kirche      | prot.        | Medard (Glan) (Standort)               | 1262/ 1597   | Teile der Kirche sind älter als 1262                                                                                               |
|      |         | Martinskirche               | prot.        | Nanzdietschweiler (Standort)           | 1954         | |
|      |         | Herz Jesu                   | röm.-kath.   | Nanzdietschweiler (Standort)           | 1908/ 1972   | Neugotische Saalkirche mit Erweiterungsbau aus Beton                                                                               |
|      |         | Protestantische Kirche      | prot.        | Neunkirchen am Potzberg (Standort)     |              | |
|      |         | Protestantische Kirche      | prot.        | Niederalben (Standort)                 | 1782         | Barocke Saalkirche mit älterem Kern (1355)                                                                                         |
|      |         | Protestantische Kirche      | prot.        | Nußbach (Pfalz) (Standort)             | 1912         | |
|      |         | Protestantische Kirche      | prot.        | Oberweiler-Tiefenbach (Standort)       | 1753         | Barocke Saalkirche |
|      |         | Protestantische Kirche      | prot.        | Odenbach (Standort)                    | 1765         | Barocke Saalkirche |
|      |         | Abteikirche                 | evangelisch  | Offenbach-Hundheim (Standort)          | ~ 1225       | Frühgotischer Zentralbau |
|      |         | Hirsauer Kirche             | prot.        | Offenbach-Hundheim (Standort)          | 12. Jh.      | |
|      |         | St. Peter und Paul          | röm.-kath.   | Offenbach-Hundheim (Standort)          | 1884         | Neugotische Pfarrkirche |
|      |         | Christuskirche              | prot.        | Ohmbach (Standort)                     | 1785         | Barocke Saalkirche |
|      |         | Liebfrauenkirche            | röm.-kath.   | Ohmbach (Standort)                     | 1970         | |
|      |         | Protestantische Kirche      | prot.        | Pfeffelbach (Standort)                 | 1806         | |
|      |         | Protestantische Kirche      | prot.        | Quirnbach (Standort)                   | 1778         | Barocke Saalkirche |
|      |         | Protestantische Kirche      | prot.        | Rammelsbach (Standort)                 | 1954         | |
|      |         | St. Remigius                | röm.-kath.   | Rammelsbach (Standort)                 | 1954         | |
|      |         | St. Johannes Nepomuk        | röm.-kath.   | Reipoltskirchen (Standort)             | 1880         | Neuromanische Pfarrkirche |
|      |         | Protestantische Kirche      | prot.        | Rothselberg (Standort)                 | 14. Jh.      | |
|      |         | Zweikirche                  | prot.        | Rutsweiler an der Lauter (Standort)    | 11. Jh.      | Gotische Pfarrkirche |
|      |         | Protestantische Kirche      | prot.        | Schönenberg-Kübelberg (Standort)       |              | |
|      |         | St. Valentin                | röm.-kath.   | Schönenberg-Kübelberg (Standort)       | 1709/ 1963   | Barocke Saalkirche mit Erweiterungsbau aus Beton                                                                                   |
|      |         | Protestantische Kirche      | prot.        | St. Julian (Standort)                  | 1881         | Romanischer Kirchturm um 1130. |
|      |         | Protestantische Kirche      | prot.        | St. Julian/Gumbsweiler (Standort)      |              | Im Kern gotische Dorfkirche. |
|      |         | Protestantische Kirche      | prot.        | Thallichtenberg (Standort)             | 1758         | |
|      |         | Peterskirche                | prot.        | Theisbergstegen (Standort)             | 1834         | |
|      |         | Protestantische Kirche      | prot.        | Ulmet (Standort)                       | ~ 1115/ 1738 | |
|      |         | Heilig Kreuz                | röm.-kath.   | Ulmet (Standort)                       | 1874         | Neugotische Saalkirche |
|      |         | Protestantische Kirche      | prot.        | Waldmohr (Standort)                    | 1765         | Barocke Saalkirche mit klassizistischem Turm von 1831                                                                              |
|      |         | St. Georg                   | röm.-kath.   | Waldmohr (Standort)                    | 1960         | |
|      |         | Protestantische Kirche      | prot.        | Wiesweiler (Standort)                  | 1870         | |
|      |         | Christuskirche              | prot.        | Wolfstein (Standort)                   | 1866         | |
|      |         | St. Philippus und Jakobus   | röm.-kath.   | Wolfstein (Standort)                   | 1776         | |